# Torneo de Múnich 2015
El Torneo de Múnich 2015 o BMW Open es un evento de tenis perteneciente a la ATP en la categoría ATP World Tour 250. Se disputa desde el 27 de abril hasta el 3 de mayo de 2015, sobre tierra batida.

## Cabezas de serie

### Individuales masculinos
| Tenista               | Ranking | Preclasificado |
| Andy Murray           | 3       | 1              |
| Gaël Monfils          | 15      | 2              |
| Roberto Bautista Agut | 16      | 3              |
| David Goffin          | 21      | 4              |
| Philipp Kohlschreiber | 25      | 5              |
| Bernard Tomic         | 26      | 6              |
| Martin Kližan         | 28      | 7              |
| Fabio Fognini         | 22      | 8              |

- Ranking del 20 de abril de 2015

### Dobles masculinos
| Tenista                      | Ranking | Preclasificado |
| Alexander Peya Bruno Soares  | 33      | 1              |
| Jamie Murray John Peers      | 51      | 2              |
| Raven Klaasen Lukáš Rosol    | 76      | 3              |
| Andre Begemann Julian Knowle | 80      | 4              |

## Campeones

### Individuales
Andy Murray venció a  Philipp Kohlschreiber por 7-6(4), 5-7, 7-6(4)

### Dobles masculinos
Alexander Peya /  Bruno Soares vencieron a  Alexander Zverev /  Mischa Zverev por 4-6, 6-1, [10-5]